# Toni Terrades
Toni Terrades és un cantant mallorquí que publicà un primer CD (Trajecte) el 1999 amb temes de caràcter sentimental. També ha escrit alguna cançó per a Marisa Rojas.